# Појана (Браешти)
Појана (рум. Poiana) насеље је у Румунији у округу Ботошани у општини Браешти. Oпштина се налази на надморској висини од 222 m.

## Становништво
Према подацима из 2011. године у насељу је живело 526 становника.